# تپه لیلان جغا
تپه لیلان جغا در شهرستان سقز، بخش مرکزی، روستای عرب اوغلی سفلی واقع شده و این اثر در تاریخ ۱۰ دی ۱۳۸۱ با شمارهٔ ثبت ۶۸۹۸ به‌عنوان یکی از آثار ملی ایران به ثبت رسیده است.